# Personaje histórico
Un personaje histórico es una persona relevante en la historia, que puede haber tenido importantes repercusiones culturales, sociales, políticas, científicas o tecnológicas en la humanidad. A menudo son ampliamente conocidos por sus logros, ya sea de manera favorable o desfavorable.
La importancia de estos personajes en el progreso humano ha sido objeto de debate. Algunos consideran que desempeñan un papel crucial, mientras que otros afirman que tienen poco impacto en las grandes corrientes de pensamiento y cambio social. El concepto se utiliza generalmente en el sentido de que la persona existió realmente en el pasado, en contraposición a ser legendaria. Sin embargo, las leyendas que pueden surgir alrededor de los personajes históricos pueden ser difíciles de distinguir de los hechos. Las fuentes a menudo son incompletas y pueden ser inexactas, especialmente las de períodos tempranos de la historia. Sin un conjunto de documentos personales, los aspectos más sutiles de la personalidad de un personaje histórico solo pueden deducirse. Con aquellos personajes que también fueron figuras religiosas, los intentos de separar los hechos de las creencias pueden ser controvertidos.

## Importancia
La importancia de los personajes históricos ha sido durante mucho tiempo objeto de debate entre filósofos. Hegel (1770-1831) consideraba que los personajes histórico-mundiales desempeñaban un papel fundamental en el progreso humano, pero sentía que estaban destinados a surgir cuando el cambio era necesario. Thomas Carlyle (1795-1881) veía el estudio de personajes como Mahoma, William Shakespeare y Oliver Cromwell como clave para entender la historia. Herbert Spencer (1820-1903), un temprano creyente de la evolución y en la universalidad de la ley natural, sentía que los individuos históricos eran de poca importancia.

### El personaje histórico-mundial de Hegel

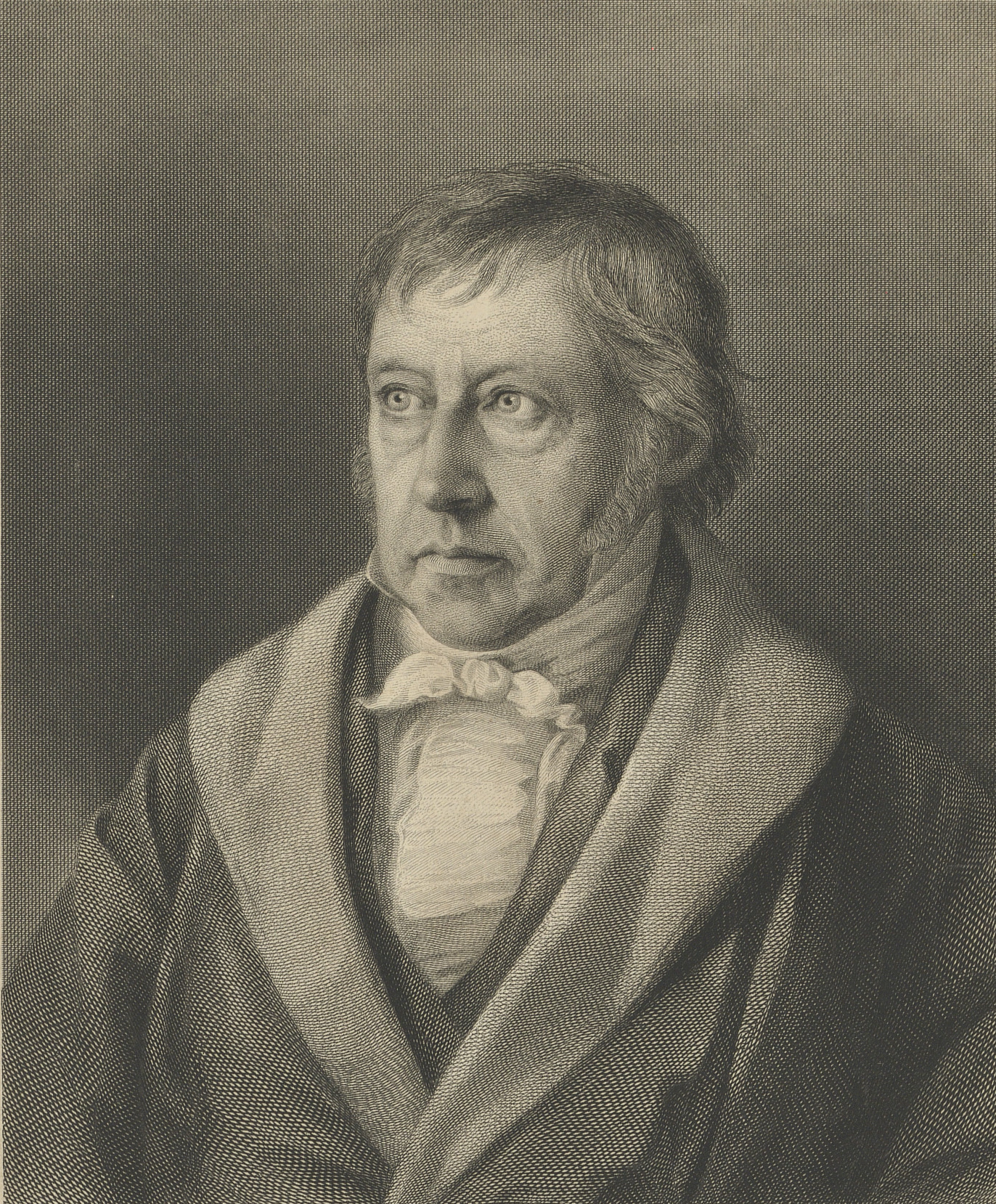
Georg Wilhelm Friedrich Hegel introdujo el concepto del personaje histórico-mundial.

El filósofo alemán Hegel definió el concepto del personaje histórico-mundial, que encarnaba el avance implacable del espíritu del mundo de Immanuel Kant, a menudo derrocando estructuras e ideas obsoletas. Para él, Napoleón era uno de estos. Hegel propuso que un personaje histórico-mundial planteaba esencialmente un desafío, o tesis, y esto generaría una antítesis o fuerza opuesta. Eventualmente, una síntesis resolvería el conflicto. Hegel veía a Julio César como un personaje histórico-mundial, que apareció en un momento en que Roma había crecido hasta el punto de no poder continuar como una ciudad-Estado republicana, sino que debía convertirse en un imperio. César fracasó en su intento de convertirse en emperador y fue asesinado, pero el imperio surgió poco después, convirtiéndose su nombre en sinónimo de emperador en formas como káiser o zar.
Søren Kierkegaard, en su primera tesis Sobre el concepto de la ironía en constante referencia a Sócrates, está generalmente de acuerdo con las opiniones de Hegel, como su caracterización de Sócrates como un personaje histórico-mundial que actuó como una fuerza destructiva sobre las visiones recibidas de la moralidad griega. En la visión de Hegel, Sócrates rompió la armonía social al cuestionar el significado de conceptos como justicia y virtud. Eventualmente, los atenienses condenaron a Sócrates a muerte, pero no pudieron detener la evolución del pensamiento que este había iniciado y que conduciría al concepto de la conciencia individual. En relación con los personajes histórico-mundiales, Hegel dijo:

Les correspondía conocer este principio naciente; el paso necesario y directamente subsiguiente en el progreso, que su mundo debía dar; hacer de esto su objetivo y gastar su energía en promoverlo ... Mueren jóvenes como Alejandro; son asesinados, como César; trasladados a Santa Elena, como Napoleón ... Son grandes hombres, porque quisieron y lograron algo grande; no un mero capricho, una mera intención, sino aquello que se ajustaba al caso y respondía a las necesidades de la era.

Sin embargo, Hegel, Thomas Carlyle y otros señalaron que los grandes personajes históricos eran solo hombres representativos, expresiones de las fuerzas materiales de la historia. Esencialmente, tienen poca elección sobre lo que hacen. Esto está en conflicto con las opiniones de George Bancroft o Ralph Waldo Emerson, quienes elogiaban la autosuficiencia y el individualismo, al igual que con Karl Marx y Friedrich Engels, quienes también sentían que los individuos podían determinar su destino. Engels encontró que el sistema de Hegel contenía una contradicción interna e incurable, al basarse tanto en el relativismo dialéctico como en el absolutismo idealista.

### Visión spenceriana

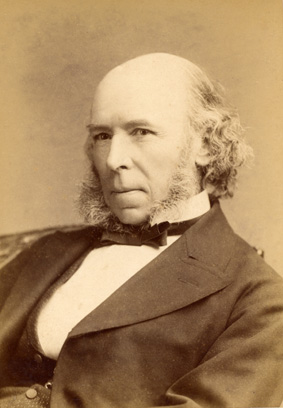
Herbert Spencer, quien consideraba los eventos en las vidas de los reyes trivialidades históricas.

El filósofo y evolucionista escocés Herbert Spencer, muy influyente en la segunda mitad del siglo XIX, sentía que los personajes históricos eran relativamente poco importantes. Escribió a un amigo: «Ignoro por completo el elemento personal en la historia y, de hecho, muestro poco respeto por la historia en general tal como se concibe ordinariamente». También escribió: «Los nacimientos, muertes y matrimonios de reyes, y otras trivialidades históricas similares, se memorizan, no por algún beneficio directo que pueda resultar de conocerlos, sino porque la sociedad los considera parte de una buena educación». En su ensayo ¿Qué conocimiento es el más valioso? afirmó:

Lo que constituye la historia, propiamente dicha, se omite en gran parte de las obras sobre el tema. Solo en los últimos años los historiadores han comenzado a darnos, en cantidades considerables, la información verdaderamente valiosa. Como en épocas pasadas el rey lo era todo y el pueblo nada; así, en las historias pasadas, las hazañas del rey llenan todo el cuadro, al que la vida nacional forma solo un fondo oscuro. Solo ahora, cuando el bienestar de las naciones, más que el de los gobernantes, se está convirtiendo en la idea dominante, los historiadores comienzan a ocuparse de los fenómenos del progreso social. Lo que realmente nos interesa saber es la historia natural de la sociedad.

### Inevitabilidad o determinismo
Llevado al extremo, uno podría considerar que lo que Hegel llama el «espíritu del mundo» y T. S. Eliot llama «esas vastas fuerzas impersonales» nos tienen atrapados. Lo que sucede está predeterminado.  Tanto Hegel como Marx abogaban por la inevitabilidad histórica en contraste con la doctrina de la contingencia, que permite resultados alternativos, defendida por Friedrich Nietzsche, Michel Foucault y otros. Sin embargo, Marx se opuso a del uso del argumento de la inevitabilidad histórica para explicar la destrucción de las comunas tempranas en Rusia. Como marxista ortodoxo, Vladímir Lenin creía en las ideas de la historia que Marx había desarrollado, incluida la inevitabilidad histórica del capitalismo seguida de una transición al socialismo. A pesar de esto, Lenin también creía que la transición podía acelerarse mediante la acción voluntaria.
En 1936, Karl Popper publicó un influyente artículo sobre La miseria del historicismo, publicado como libro en 1957, que atacó la doctrina de la inevitabilidad histórica. El historiador Isaiah Berlin, autor de Inevitabilidad histórica, también argumentó enérgicamente contra esta visión, llegando a decir que algunas elecciones son completamente libres y no pueden predecirse científicamente. Berlin presentó sus opiniones en una conferencia de 1953 en la Escuela de Economía de Londres, publicada poco después. Cuando habló, se refirió a las opiniones de Ludwig Wittgenstein, pero la versión publicada habla favorablemente de Karl Popper, lo que causó revuelo entre los académicos.

### Visión heroica

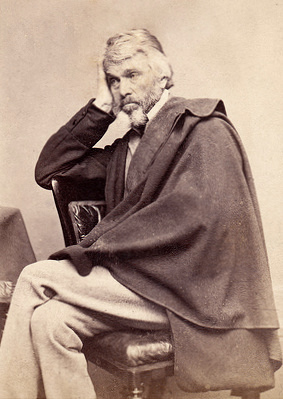
Thomas Carlyle, defensor del estudio de los grandes hombres.

Thomas Carlyle defendió la visión heroica de la historia, diciendo célebremente en su ensayo sobre el dios nórdico Odín en su libro On heroes, hero-worship, & the heroic in history que:

Ningún gran hombre vive en vano. La historia del mundo es solo la biografía de los grandes hombres... Ya no llamamos a nuestros grandes hombres dioses, ni admiramos sin límites; ¡ah no, con límites suficientes! Pero si no tuviéramos grandes hombres, o no los admiráramos en absoluto, eso sería aún peor.

La filosofía histórica de Carlyle se basaba en la teoría del gran hombre, diciendo: «La historia universal, la historia de lo que el hombre ha logrado en el mundo... [es] en el fondo la historia de los grandes hombres que han trabajado aquí». Creía firmemente en la individualidad, pero también que las masas de personas debían dejarse guiar por los grandes líderes. Hablando de los poetas, dijo:

Ese esbozo ideal de sí mismo, que un hombre proyecta inconscientemente en sus escritos, y que, si se descifra correctamente, será más verdadero que cualquier otra representación suya, es la tarea del biógrafo llenarlo en una figura real coherente, y traerlo a nuestra experiencia, o al menos a nuestra clara e indudable admiración, para así instruirnos y edificarnos de muchas maneras. Conducida sobre tales principios, la biografía de grandes hombres, especialmente de grandes poetas, es decir, de hombres en el más alto grado de nobleza y sabiduría, podría convertirse en uno de los tipos de composición más dignos y valiosos.

Más recientemente, en su libro de 1943 The Hero in History, el académico pragmatista Sidney Hook afirma:

Que la historia es hecha por hombres y mujeres ya no se niega, excepto por algunos teólogos y metafísicos místicos. E incluso ellos se ven obligados a reconocer indirectamente esta verdad común, pues hablan de personajes históricos como instrumentos de la providencia, la justicia, la razón, la dialéctica, el Zeitgeist, o el espíritu del tiempo. Los hombres están más de acuerdo sobre las consecuencias del uso de instrumentos en la historia que sobre los fines últimos que supuestamente sirven, o las primeras causas por las que supuestamente están determinados.

Hook reconoce la relevancia del entorno en el que actuó el gran hombre o héroe, no obstante afirma que esto puede proporcionar el telón de fondo, pero nunca la trama de los dramas de la historia humana o distinguir la vida y las especies.

### Clasificación

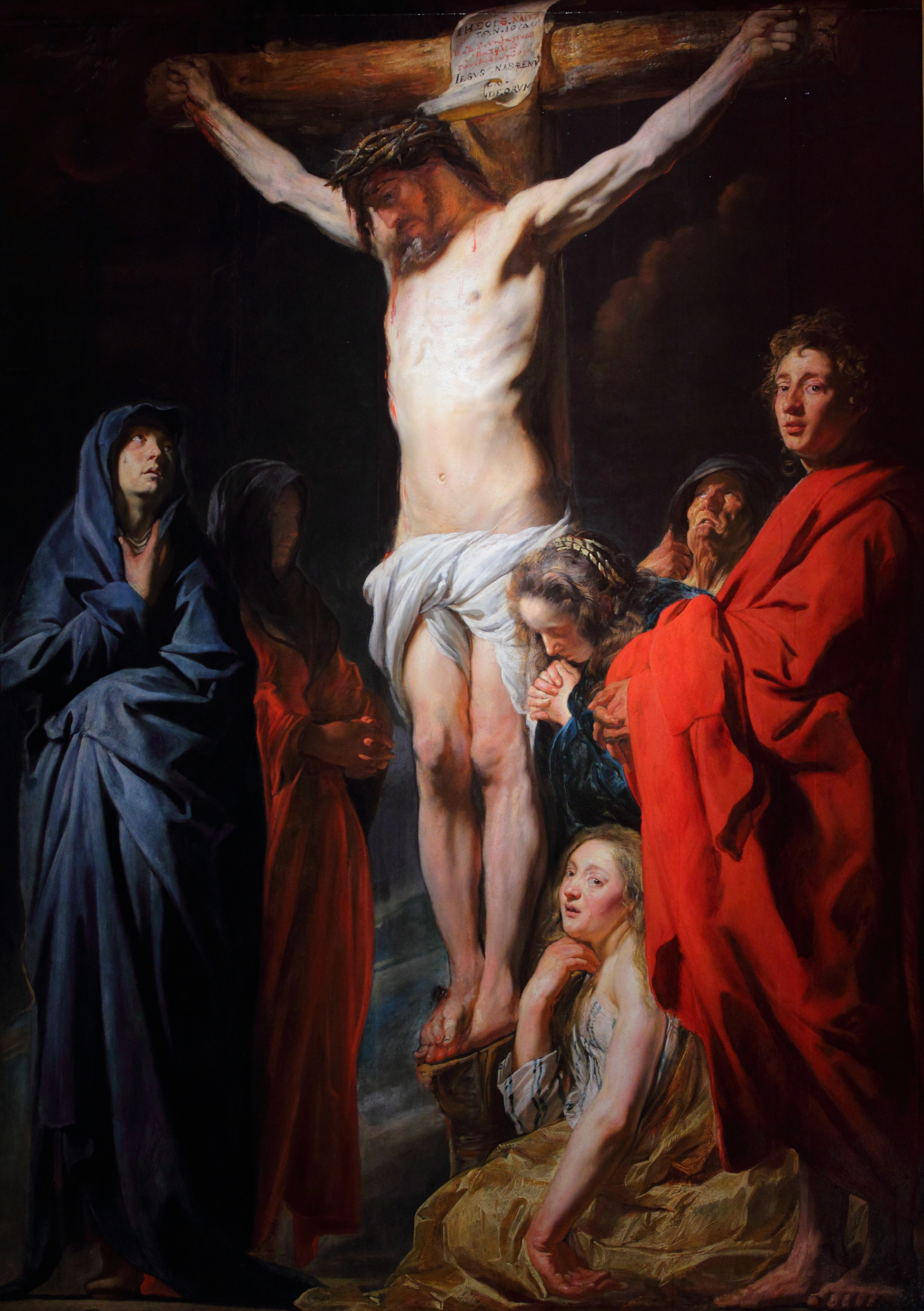
La crucifixión de Jesús, el fundador del cristianismo, pintada por Jacob Jordaens en el siglo XVII.

Ha habido clasificaciones de la importancia de los principales personajes históricos. Por ejemplo, César A. Hidalgo y sus colegas en el Media Lab del Instituto de Tecnología de Massachusetts (MIT; Massachusetts Institute of Technology) han calculado la memorabilidad de los personajes históricos utilizando datos como el número de ediciones en diferentes idiomas para los que hay artículos sobre cada persona, las visitas a las páginas y otros factores. Estas listas están disponibles en el proyecto Pantheon del MIT.

## Verdad histórica
A veces es difícil discernir si los personajes aparentemente históricos de los períodos más tempranos existieron realmente, debido a la falta de registros. Incluso con personajes más recientes, las historias o anécdotas sobre la persona a menudo se acumulan sin base en hechos. Aunque los aspectos externos de un personaje histórico pueden estar bien documentados, su naturaleza interna solo puede ser objeto de especulación. También puede no ser solo objeto de especulación, ya que muchos personajes de la historia como Hitler articularon explícitamente sus pensamientos e intenciones. Con figuras religiosas, a menudo objeto de una voluminosa literatura, separar hecho de creencia puede ser difícil, si no imposible.

### Personajes antiguos
Con textos más antiguos, puede resultar difícil saber con certeza si un individuo en el texto es, de hecho, un personaje histórico. La literatura sapiencial de las culturas del Antiguo Medio Oriente (como el Libro de Job), consiste principalmente en exposiciones o discusiones verbales que deben considerarse obra del autor, más que del personaje que supuestamente habla. Sin embargo, aún puede ser posible identificar a un individuo en dichos textos con un personaje histórico conocido de algún otro contexto y el texto puede tomarse como informativo sobre este, incluso si no está verificado por una fuente independiente. Por otro lado, un texto puede incluir escenarios realistas y referencias a personajes históricos, mientras que el personaje central puede o no ser un personaje histórico.

### Fábulas

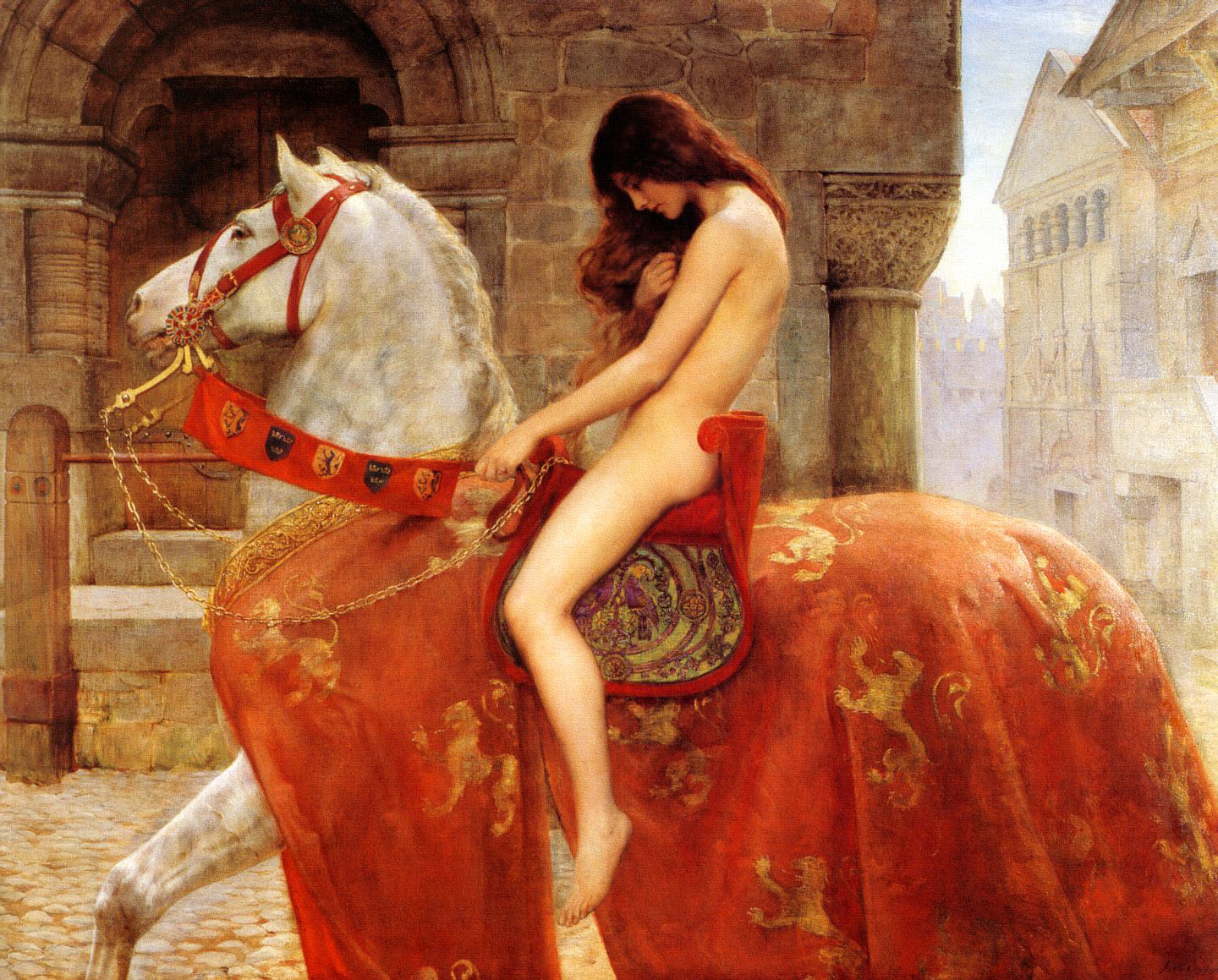
Lady Godiva fue un personaje histórico, pero no hay evidencia de que la leyenda de su cabalgata desnuda por las calles sea cierta (pintura Lady Godiva, 1897 por John Collier).

Napoleón habló de la historia como una fábula acordada: «la fable convenue qu'on appellera l'histoire» (la fábula convencional que llamaremos historia). Los grandes personajes del pasado tienen historias contadas sobre ellos que crecen al ser relatadas, convirtiéndose en mitos y leyendas que pueden dominar o desplazar los hechos históricos más prosaicos sobre ellas. Por ejemplo, algunos cronistas antiguos dijeron que el emperador Nerón cantaba mientras Roma ardía, pero Tácito rebatió esto diciendo que las historias eran solo rumores maliciosos. De manera similar, no hay buena evidencia de que María Antonieta dijera «que coman pastel», o que Lady Godiva cabalgara desnuda por las calles de Coventry.

### Personalidad
Thomas Carlyle señaló que incluso para la persona que la vive, cada vida «permanece en muchos puntos ininteligible». El historiador debe luchar al escribir biografías, «cuyos hechos, por no hablar de su significado, no conocemos, ¡y no podemos conocer!» Algunos psicólogos han buscado entender las personalidades de los personajes históricos a través de pistas sobre la forma en que fueron criados. Sin embargo, este enfoque psicoanalítico teórico no está respaldado empíricamente. Un enfoque alternativo, favorecido por psicobiógrafos como William Runyan, es explicar la personalidad del personaje histórico en términos de su historia de vida. Este enfoque tiene la ventaja de reconocer que la personalidad puede evolucionar con el tiempo en respuesta a los eventos.

### Personajes religiosos

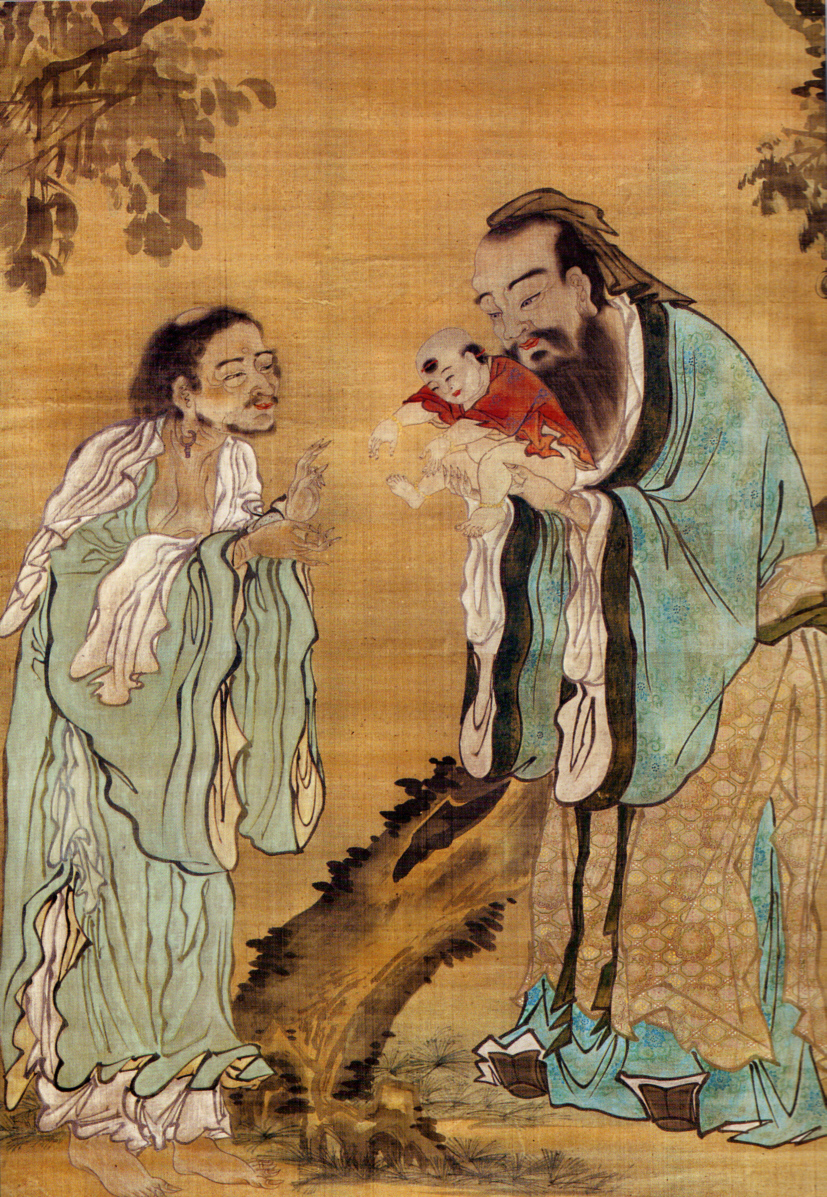
Tres grandes personajes históricos: Confucio presentando al Buda a Lao-Tse. Todos ellos son tan antiguos que los hechos históricos sobre ellos están cubiertos por siglos de mitos y leyendas.

Con los personajes religiosos históricos, los hechos y las creencias pueden ser difíciles de desenredar. Hay diferencias culturales en el tratamiento que se les da. Así, los chinos pueden reconocer que Mencio o Confucio fueron individuos históricos, mientras también les otorgan santidad. En el hinduismo, por otro lado, figuras como Krishna o Rama son vistas por los seguidores como encarnaciones de dioses. El Sutra del Nirvana establece: «No confíes en el hombre, sino en el dharma». Un maestro como Buda Gautama es tratado casi exclusivamente como un dios menor en lugar de un personaje histórico.
E. P. Sanders, autor de The Historical Figure of Jesus, llamó a Jesús de Nazaret «uno de los personajes más importantes en la historia humana». Varios escritores han luchado por presentar visiones históricas de Jesús, en contraposición a visiones distorsionadas por la creencia. Cuando se escribe sobre este tema, un historiador que se basa solo en fuentes distintas del Nuevo Testamento puede ser criticado por implicar que no es una fuente suficiente de información sobre el tema.
El teólogo Martin Kähler es conocido por su obra Der sogenannte historische Jesus und der geschichtliche, biblische Christus. Distinguió claramente entre el Jesús de la historia y el Cristo de la fe. Algunos historiadores admiten abiertamente su sesgo, que de todos modos puede ser inevitable. Paul Hollenback dice que escribe sobre el Jesús histórico, «...para derrocar, no simplemente corregir, el error llamado cristianismo». Otro historiador que ha escrito sobre Jesús, Frederick Gaiser, dice: «la investigación histórica es parte integrante de la fe bíblica».

## Apropiación política

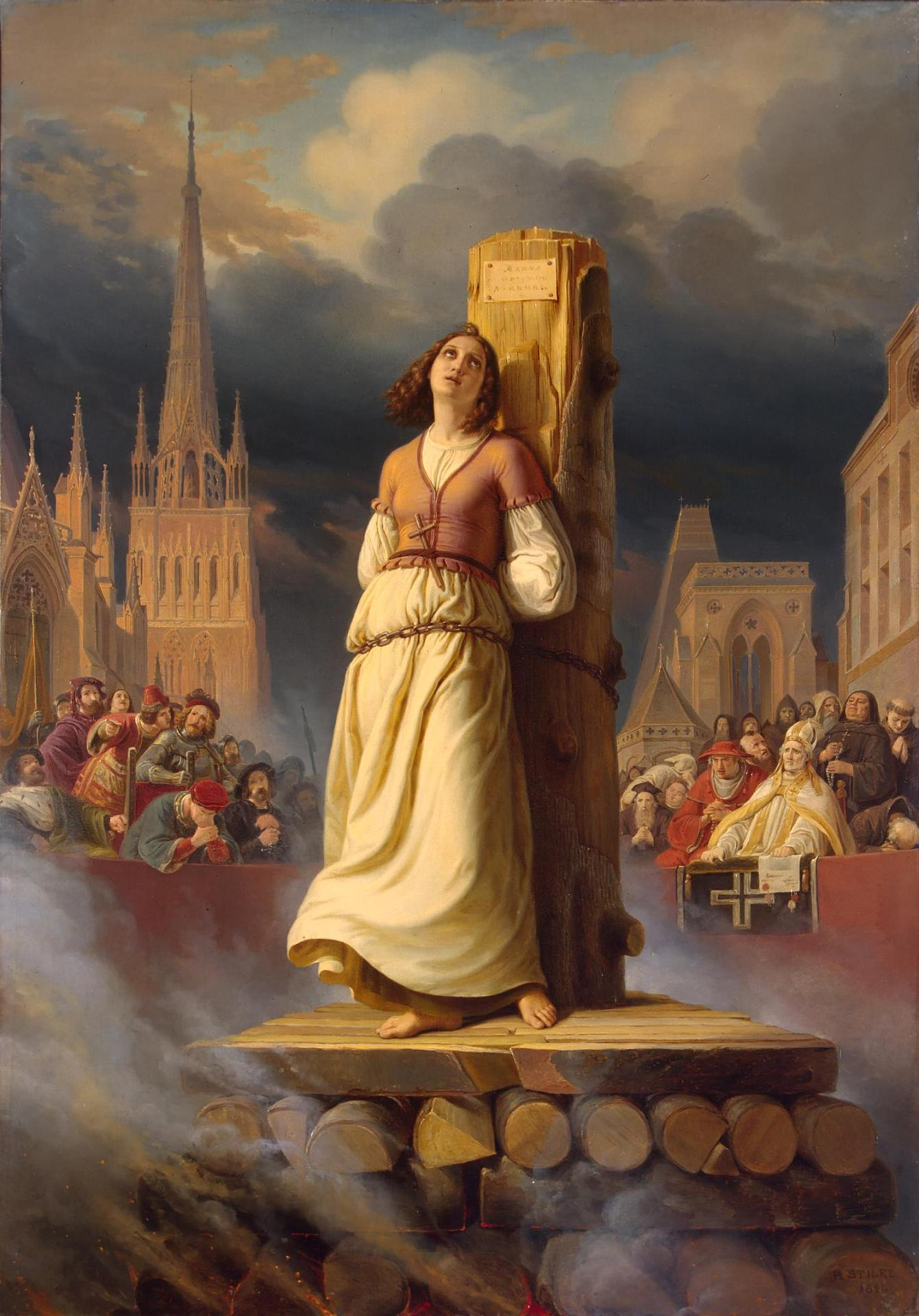
Visión de 1843 de una heroica Juana de Arco en la hoguera.

Un personaje histórico puede ser interpretado para apoyar objetivos políticos. En Francia, en la primera mitad del siglo XVII, hubo una avalancha de escritos sobre Juana de Arco, incluyendo siete biografías, tres obras de teatro y un poema épico. Juana se había convertido en un símbolo de orgullo nacional y la fe católica, ayudando a unir un país que había estado dividido por las recientes guerras de religión. La realidad de la Juana histórica fue subordinada a la necesidad de un símbolo de fuerza femenina, virtud cristiana y resistencia a los ingleses. George Bernard Shaw, al presentar su obra de 1923 Santa Juana, discutió las representaciones de Juana por de autores. Sintió que la representación de William Shakespeare en Enrique VI, parte 1 estaba limitada por consideraciones políticas para hacerla una «figura hermosa y romántica». La versión de Voltaire en su poema La Pucelle d'Orléans también estaba viciada por los sesgos de Voltaire y la obra de Friedrich Schiller La doncella de Orleans «no trata sobre Juana en absoluto, y apenas puede decirse que pretenda serlo».
Un personaje histórico puede ser utilizado para validar la reclamación de autoridad de un político, donde el líder moderno moldea y explota las ideas asociadas con el personaje , que se presume que ha heredado. Así, Jesse Jackson ha evocado frecuentemente el espíritu de Martin Luther King Jr. Fidel Castro a menudo se presentaba como siguiendo el camino definido por José Martí. Hugo Chávez de Venezuela se identificaba frecuentemente con Simón Bolívar, el libertador de América del Sur del dominio español.
Georg Hegel creía en el papel del estado para garantizar las libertades individuales y sus opiniones fueron por lo tanto rechazadas por el Partido Nazi alemán, que lo consideraba peligrosamente liberal y quizás un protomarxista. Por otro lado, Adolf Hitler se identificaba como un personaje histórico-mundial hegeliano y justificaba sus acciones sobre esta base.

## En la educación
En la educación, presentar la información como si fuera contada por un personaje histórico puede darle un mayor impacto. Desde tiempos clásicos, se ha pedido a los estudiantes que se pongan en el lugar de un personaje histórico como una forma de dar vida a la historia. Estos personajes a menudo se representan en la ficción, donde se combinan realidad y fantasía. En tradiciones anteriores, antes del surgimiento de una tradición histórica crítica, los autores se preocupaban menos por ser precisos al describir lo que sabían de los personajes históricos y sus acciones, interpolando elementos imaginarios que pretendían servir a un propósito moral de los acontecimientos.
Platón utilizó personajes históricos en sus escritos, pero solo para ilustrar sus puntos. Jenofonte usó a Ciro el Grande de la misma manera. Cuando Platón aparentemente cita a Sócrates en la República, es solo para añadir un efecto dramático a la presentación de su propio pensamiento. Por esta razón, los escritos de Platón sobre Sócrates nos dicen poco, al menos directamente, sobre Sócrates. El personaje histórico se utiliza solo como un recurso para comunicar las ideas de Platón. En la Roma clásica, los estudiantes de retórica tenían que dominar la suasoria, una forma de declamación en la que escribían el soliloquio de un personaje histórico que debatía un curso de acción crítico. Por ejemplo, el poeta Juvenal escribió un discurso para el dictador Sila, en el que se le aconsejaba retirarse. El poeta Ovidio disfrutaba más de este ejercicio que del otro desafío final: la controversia.
El filósofo alemán Friedrich Nietzsche escribió un influyente ensayo «De la utilidad y los inconvenientes de la historia para la vida». Dijo: «lo no histórico y lo histórico son necesarios en igual medida para la salud de un individuo, de un pueblo y de una cultura». Nietzsche identifica tres enfoques de la historia, cada uno con sus peligros. El enfoque monumental describe las glorias del pasado, a menudo enfocándose en figuras heroicas como Isabel I de Inglaterra, Roberto I de Escocia o Louis Pasteur.  Al tratar a estos personajes como modelos, el estudiante puede caer en la tentación de considerar que no puede haber nadie de tal categoría hoy. La visión anticuaria examina el pasado con un detalle minucioso y reverente, dándole la espalda al presente. El enfoque crítico desafía las visiones tradicionales, incluso cuando estas pueden ser válidas.
Hoy en día se pueden simular personajes históricos como agentes pedagógicos animados para enseñar historia y cultura extranjera. Un ejemplo es Freudbot, que interpreta a Sigmund Freud para estudiantes de psicología. Cuando se probaron diferentes personajes simulados como agentes educativos, los estudiantes calificaron a los personajes históricos como los más atractivos. Existen diferencias de género en su percepción de los, cuando se pidió a escolares estadounidenses modernos que representaran o ilustraran estereotipos históricos, los chicos tendían a centrarse exclusivamente en personajes masculinos, mientras que las chicas mostraban agrupaciones familiares más variadas.

## En elbranding
El uso de personajes históricos en las comunicaciones de mercadotecnia y en el branding es un área nueva de investigación de mercadeo, pero los nombres de personajes históricos se usaron para promocionar productos ya en la Edad Media.
La marca de personaje histórico es el uso de un personaje famoso de la historia en la marca, por ejemplo, Mozartkugel, Chopin (vodka) o Café Einstein.
Un personaje histórico es una persona que vivió en el pasado y cuyas hazañas tuvieron un impacto significativo en las vidas y la conciencia de otras personas. Se les atribuyen ciertas características que son una compilación de los valores reales que proclamaron y la forma en que fueron percibidos por otros. Esta percepción evoluciona y las generaciones posteriores leen la biografía de un personaje histórico dado a su manera a través de su propio conocimiento y experiencia. Para determinar la popularidad de la comercialización de dichos personajes, se realizó un estudio a principios de 2014 sobre el número de solicitudes de protección de marcas presentadas ante la Oficina de Patentes de la República de Polonia como medida del interés de los empresarios en esta actividad. Se consideraron los nombres de los 300 personajes históricos polacos más destacados. El estudio mostró que más del 21 % de los nombres analizados estaban inscritos en el registro de marcas. Se presentaron 1033 solicitudes de protección de marcas para 64 nombres de los 300 personajes investigados. La mayor cantidad de solicitudes de protección de marcas se registraron para Miecislao (295), seguido por Nicolás Copérnico (250), Juan III Sobieski (94) y Chopin (81).

## En el arte y la literatura

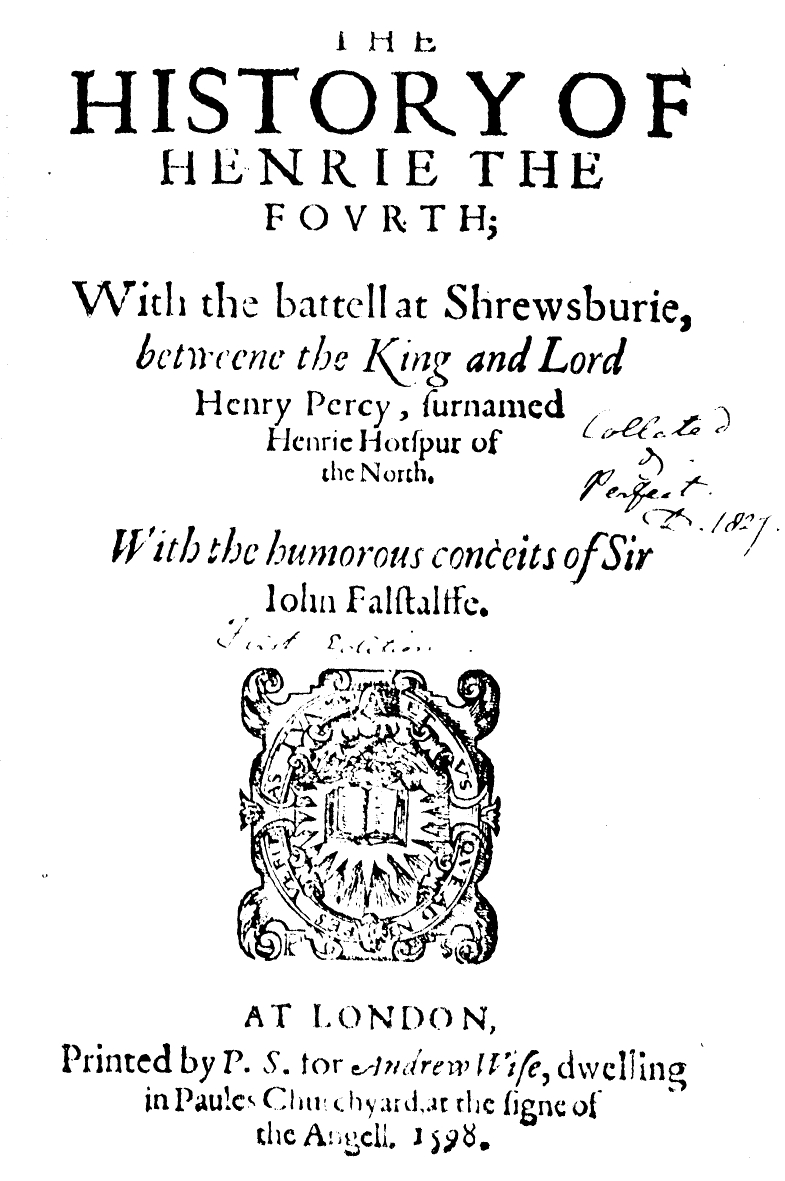
William Shakespeare escribió varias obras que dramatizaron las vidas de personajes históricos, pero introdujo personajes ficticios como Sir John Falstaff.

### Ficción histórica realista
Existe una enorme cantidad de ficción histórica, donde el texto incluye elementos tanto imaginarios como reales. En la literatura inglesa temprana, Robin Hood era un personaje ficticio, pero el rey histórico Ricardo I de Inglaterra también aparece. William Shakespeare escribió obras sobre personas que eran personajes históricos en su tiempo, como Julio César. No presentó a estas personas como historia pura, sino que dramatizó sus vidas como un comentario sobre la gente y la política de su propia época. Napoleón figuró en el clásico de 1862 de Victor Hugo, Los miserables.
El compilador de un estudio de novelas históricas en la década de 1920 afirmó que la «apariencia de realidad... es el gran encanto de la novela histórica». Continuó afirmando, respecto a las novelas sobre períodos de los que se sabe poco, que «el peligro es que los elementos mismos que aumentan nuestro interés en la historia como tal, contribuirán en gran medida a engañarnos en nuestra concepción del período tratado». Tradicionalmente, el tratamiento de los personajes históricos en la ficción era realista en estilo y respetuoso de los hechos. Una novela histórica debe ser fiel a los hechos conocidos sobre el período en que se desarrolla, una novela biográfica debe seguir los hechos conocidos sobre la vida del protagonista y una novela en clave debe intentar dar una interpretación precisa de lo que se sabe sobre la vida privada de una figura pública. En cada género, el novelista debe evitar introducir elementos que estuvieran claramente en conflicto con los hechos.
Un escritor puede estar limitado por las preconcepciones de sus lectores sobre un personaje histórico, que pueden o no ser precisas, y los hechos sobre el mismo también pueden entrar en conflicto con los requisitos de la trama del novelista. Según el filósofo marxista Georg Lukács en su libro de 1937 sobre La novela histórica, «El individuo histórico-mundial solo puede figurar como un personaje menor en la [novela histórica] debido a la complejidad e intrincación de todo el proceso sociohistórico». Como observa Jacobs, la estética realista de la novela histórica «asume que un personaje histórico reconocible en la ficción no debe hacer cosas que su modelo no hizo en la vida real; se deduce que los personajes históricos solo pueden usarse de maneras muy limitadas». Por lo tanto, el autor de una novela histórica tradicional debería centrarse más en las personas que se han perdido en la historia. Un novelista como Sir Walter Scott o León Tolstói (Guerra y paz) describiría los eventos históricos con precisión. Daban rienda suelta a su imaginación solo en escenas que no eran significativas históricamente, cuando las interacciones con personajes ficticios podían introducirse de manera segura.

### Ficción moderna
Más recientemente, sin embargo, comenzando con obras como Las confesiones de Nat Turner y La decisión de Sophie de William Styron, el novelista se ha sentido más libre para introducir cantidades mucho mayores de detalles puramente imaginarios sobre personajes históricos. E. L. Doctorow ilustra esta actitud diferente al discutir su libro Ragtime: «Ciertos detalles eran tan deliciosos que fui escrupuloso en acertarlos. Otros... exigían ser mitologizados». Esto refleja una actitud cambiante sobre la distinción entre hecho y verdad, expresada por Ursule Molinaro cuando hace que su Casandra diga: «Me he acercado a la verdad tanto como los hechos me lo permitieron... los hechos oprimen la verdad, que solo puede respirar libremente en la poesía y el arte».

### Otros medios
Muchas películas han representado personajes históricos. A menudo, la forma en que las películas interpretan a estas personas y sus tiempos refleja los valores sociales y culturales del período en que se filmó. Los personajes históricos son familiares para el lector general y, por lo tanto, pueden usarse en la ficción especulativa para que los lectores se maravillen de su aparición en entornos novedosos o con una perspectiva fresca. Por ejemplo, el viajero del tiempo El Doctor (de Doctor Who) ha encontrado numerosos personajes históricos como Marco Polo y Isabel I de Inglaterra en sus aventuras. Aparecían con mayor frecuencia cuando la serie de televisión comenzó, ya que estaba dirigida a niños y el uso de estos personajes en entornos históricos tenía la intención de ser educativo.